# Valtellina
Valtellina (nemško Veltlin) je dolina v severnoitalijanski deželi Lombardiji (pokrajina Sondrio), in meji na švicarski kanton Graubünden.

## Geografija
Dolina se razteza od Bormijske kotline na severovzhodu do izliva reke Adde v Comsko jezero na jugozahodu. Sestavljena je iz dveh med seboj različnih delov. Zgornja dolina je ozka, strma in v glavnem poteka v smeri jug - jugozahod. Meja med zgornjo in spodnjo dolino, ki je široka, skoraj brez naklona in poteka proti zahodu, je približno pri kraju Tirano.
Spodnja dolina je del velikega zemeljskega preloma (perijadranski prelom), ki loči centralne Vzhodne Alpe od Južnih Alp.
Zgornja dolina je preko prelaza Stelvio v Ortlerskih Alpah povezana z južnotirolsko dolino Venosta. Preko prelaza Giogo di Sta. Maria je povezana s švicarsko dolino Müstair. Kraj Livigno, ki je sicer prostotrgovinsko območje oziroma Zona franca, upravno pripada dolini, čeprav ga loči od nje preval Passo di Foscagno. Spodnja dolina je na vzhodu preko prelaza Passo dell'Aprica povezana z dolino Camonica, na severu preko prelaza Bernina, ki leži že v Švici, z dolino Zgornji Engadin, na severozahodu pa je s stransko dolino preko prelaza Muretto povezana s švicarsko dolino Bregaglia.
Poleg glavnega kraja Sondria se v dolini reke Adde in njenih stranskih dolin so še Aprica, Bormio, Chiavenna, Morbegno in Tireno.

## Zgodovina
Glej tudi|Sondrio (pokrajina)#Zgodovinske zanimivosti}}
V 14. stoletju je dolina pripadala Milanski vojvodini. Leta 1512 je postala del Graubündna. Od leta 1535, ko je Milano pripadel Habsburžanom, je za slednje dolina postala strateško pomembna zaradi povezave Tirolske s severno Italijo, temu primerno pa so jo poskušali večkrat povezati z Milanom. V času reformacije je dolina ostala katoliška, medtem ko je preostali del postal pod vplivom švicarskega reformatorja Jeana Calvina pretežno protestantski. V času francoskih revolucionarnih vojn se je Valtellina 10. oktobra 1797 uprla Graubündnu in se zdužila z novoustanovljeno Cisalpinsko republiko. Po Dunajskem kongresu 1815 je postala del novoosnovanega Lombardsko-beneškega kraljestva, leta 1861 pa del Kraljevine Italije, predhodnice današnje Italije.
V delu pokrajine severno od Morbegna živi etnična skupnost, verjetno potomci Frankov, ki so prišli sem v 8. stoletju.